# Francisco Mancebo
Francisco Mancebo (* 9. März 1976 in Madrid) ist ein spanischer Radrennfahrer.

## Karriere
Mancebo gilt als starker Bergfahrer. Sein besonderes Kennzeichen ist seine schiefe Kopfhaltung auf dem Rad, wenn er große Anstrengungen unternahm, zum Beispiel bei schweren Bergetappen.
Mancebo gewann als Gesamt-Neunter das Weiße Trikot des besten Jungprofis bei der Tour de France 2000. Im Jahr 2004 wurde Mancebo spanischer Straßenmeister. Bei der Tour de France 2005 erreichte er mit dem vierten Platz in der Gesamtwertung sein bestes Ergebnis bei der Frankreich-Rundfahrt – welches nach der Doping-Verurteilung Jan Ullrichs 2012 nachträglich auf Platz drei der Gesamtwertung revidiert wurde. Im selben Jahr erreichte er noch einen Etappensieg bei der Vuelta a España und belegte auch dort den dritten Gesamtplatz.
Aufgrund des Verdachts, dass er in den Dopingskandal Fuentes verwickelt sei, wurde er einen Tag vor dem Start der Tour de France 2006 vom Rennen ausgeschlossen und verkündete sein Karriereende. Da seine Schuld nicht nachweisbar war, wurde gegen ihn kein Dopingverfahren eröffnet und er erklärte im Jahr 2007 seinen Rücktritt vom Rücktritt. Von ihm soll das Zitat stammen, dass, wenn der Ethik-Code der ProTeams in seiner Reinform angewendet werden würde, nur Ex-Tourchef Jean-Marie Leblanc starten dürfte. Seit seinem Comeback fährt Mancebo nur noch für kleinere Radsportteams.

## Erfolge – Straße
1998
- Trofeo Comunidad Foral de Navarra

2000
- Gesamtwertung Vuelta a Castilla y León
- Nachwuchswertung Tour de France

2002
- Gesamtwertung Burgos-Rundfahrt

2003
- Gesamtwertung Vuelta a Castilla y León
- Classique des Alpes

2004
- eine Etappe Deutschland Tour
- Spanischer Meister – Straßenrennen

2005
- eine Etappe Vuelta a España

2006
- Punktewertung Critérium du Dauphiné Libéré

2007
- eine Etappe Vuelta Ciclista Por Un Chile Líder
- Gesamtwertung Vuelta a Chihuahua

2008
- Gesamtwertung Vuelta a Chihuahua

2009
- eine Etappe Kalifornien-Rundfahrt
- Gesamtwertung und eine Etappe Vuelta a Asturias
- Gesamtwertung Tour of Utah

2010
- Gesamtwertung und eine Etappe Tour de la Guadeloupe

2011
- Gesamtwertung und eine Etappe Tour de Beauce

2012
- Tour of the Battenkill
- eine Etappe Tour de Beauce

2013
- eine Etappe Tour of the Gila
- eine Etappe Tour de Beauce
- eine Etappe Tour of Utah

2014
- Tour de Kumano und eine Etappe

2015
- Gesamtwertung und eine Etappe Tour of Egypt
- Gesamtwertung, eine Etappe und Mannschaftszeitfahren Jelajah Malaysia

2016
- eine Etappe Tour of Alberta
- Mannschaftszeitfahren Sharjah International Cycling Tour

2019
- Gesamtwertung und eine Etappe Ronda Pilipinas
- Bergwertung Vuelta a Madrid

## Erfolge – Mountainbike
2009
- Spanischer Meister – Marathon

2010
- Spanischer Meister – Marathon